# Una gioventù offesa. Ebrei genovesi ricordano
Una gioventù offesa. Ebrei genovesi ricordano è un libro di memorie di autori vari curato da Chiara Bricarelli e pubblicato nel 1995 da Editrice La Giuntina, Firenze, in occasione del cinquantennale della fine della seconda guerra mondiale e in ricordo dell'Olocausto.

## Storia
(dalla testimonianza di Dora Venezia)
Come si evince dal titolo, il volume riporta le testimonianze di un gruppo di persone di fede ebraica, legate alla città di Genova per nascita o per esservi trasferite nell'infanzia al seguito della famiglia, che patirono le leggi razziali fasciste e la deportazione nel campo di concentramento di Fossoli e, poi, nei campi di concentramento nazisti.
Questi sopravvissuti poterono godere in quegli anni dell'assistenza offerta loro dall'associazione DELASEM, promossa dall'Unione delle Comunità Israelitiche Italiane successivamente all'entrata in vigore delle leggi razziali fasciste del 1938. L'organizzazione che poté operare legalmente nel corso dei primi anni della seconda guerra mondiale, rimase attiva e vitale, sia pure in una condizione di clandestinità, anche dopo l'8 settembre del 1943, quando in conseguenza dell'armistizio di Cassibile si inasprì la repressione verso gli ebrei da parte dei miliziani della Repubblica Sociale Italiana. L'avvocato Lelio Vittorio Valobra, che a Genova e quindi dalla Svizzera diresse l'organizzazione, è stato iscritto per la sua opera umanitaria nel Jerusalem Golden Book del Jewish National Fund.

## Il libro
Il libro consta di una presentazione di Raimondo Ricci, presidente dell'Istituto Storico della Resistenza di Genova, e di una prefazione di Marta Vincenzi, all'epoca della prima pubblicazione del volume presidente dell'Amministrazione Provinciale di Genova. Chiara Bricarelli, curatrice del testo, spiega in una introduzione gli scopi del progetto storico-letterario che ha portato alla pubblicazione della raccolta - avvenuta fra il 1993 ed il 1994 - di memorie di genovesi appartenenti alla comunità ebraica sopravvissuti alla deportazione e all'Olocausto.
Per l'anagrafica dei componenti dei nuclei familiari sterminati ad Auschwitz e negli altri campi di concentramento nazisti che accompagna i singoli resoconti, il libro di Bricarelli è debitore rispetto a Il libro della memoria, di Liana Picciotto Fargion, pubblicato da Mursia a Milano nel 1991.
La summa delle vicende narrate è dovuta, in postfazione, a Luca Borzani, assessore comunale e ricercatore, che ricorda come fossero "note le unità militari e di polizia, italiane e tedesche, che assolsero il compito di scovare e catturare gli ebrei". In particolare, "la struttura operativa - a partire dall'Ufficio Ebrei delle SS insediato presso la Casa dello Studente - che resse con burocratica efficienza la caccia all'uomo", e i luoghi "del terrore come la IV Sezione delle carcerie di Marassi". La postfazione dà conto anche delle figure che si prodigarono in soccorso dei perseguitati, come quelle dei cardinale Pietro Boetto, del sacerdote don Francesco Repetto, del rabbino Riccardo Pacifici e dell'avvocato Lelio Vittorio Valobra, costretto ad espatriare in Svizzera per sfuggire all'arresto.

## La persecuzione della comunità ebraica a Genova e in Liguria
Secondo il censimento del 1938, anno di entrata in vigore delle leggi razziali, risultavano iscritti nei registri comunali 2.263 ebrei residenti, cui andavano aggiunti 350 ebrei stranieri provenienti dalla Germania e dall'Est europeo.
Molti dei racconti degli ebrei e delle ebree sopravvissuti alle persecuzioni nazifasciste partono dalle retate che vennero compiute a Genova nel novembre del 1943 in coincidenza con il consolidarsi dell'occupazione nazista e con l'apertura a Fossoli, vicino a Carpi, da parte della Repubblica Sociale Italiana di un campo di raccolta speciale per gli ebrei provenienti dai campi provinciali del territorio della RSI.
Nei primi giorni del mese vennero chiuse le sinagoghe nonché le sedi associative della Delegazione Assistenza Emigranti Ebrei (DELASEM) e con stratagemmi o con irruzioni dirette nelle case iniziarono gli arresti di ebrei che alloggiavano in diversi quartieri della città e prevalentemente nel centro storico. Nel solo giorno del 1º dicembre circa cento ebrei furono arrestati a Genova e in altre località della Liguria per essere concentrati nel carcere di Marassi prima di essere trasferiti su un carro merci a Milano ed essere poi deportati cinque giorni dopo ad Auschwitz.
In totale, fra il 1943 ed il 1945 furono arrestati a Genova e in Liguria, per essere deportati nella Germania nazista, 238 cittadini di religione ebraica (ma il numero potrebbe essere solo indicativo per difetto), dieci dei quali soltanto riuscirono a sopravvivere ai campi di concentramento e di sterminio. Fra le storie raccontate nel libro vi sono quelle di quattro di essi: Luciana Sacerdote, Gilberto Salmoni, Piera Sonnino e Dora Venezia.
A Genova, la 'bonifica razziale' fu particolarmente mirata verso l'università, da cui vennero espulsi sei docenti di ruolo, sei liberi docenti e otto assistenti; non furono risparmiate neppure le professioni, così come mutata risultò in seguito anche la toponomastica, con la cancellazione di via e di piazzetta degli Ebrei.

## Le testimonianze
Le testimonianze sono precedute da un ricordo degli eventi dei primi di novembre 1943 di Pietro Dello Strologo, presidente della Comunità Ebraica di Genova.
|   | Nome                                      | Dati anagrafici                           | Titolo testimonianza                             | Sopravvissuta a... |
| - | ----------------------------------------- | ----------------------------------------- | ------------------------------------------------ | --- |
| 1 | Pupa Dello Strologo (alias Pupa Garribba) | nata a Genova il 2 gennaio 1935           | Pensa che bambina fortunata..                    | Espatriata con i genitori in Svizzera, ha perso ad Auschwitz due zii e due cugini arrestati in Toscana e detenuti a Firenze prima di essere deportati in Germania. È impegnata come donna di cultura e scrittrice nel tramandare la memoria dell'Olocausto. Vive a Roma |
| 2 | Elisa "Lilli" Della Pergola               | nata a Genova il 26 giugno 1930           | Le persone che escono possono anche non tornare  | Trascorse in clandestinità il periodo novembre 1943 - aprile 1945. Perse ad Auschwitz il padre Mario (che venne arrestato a Genova), il nonno Giuseppe e la sorella del nonno, Ester, entrambi arrestati a Firenze e deportati dapprima a Fossoli. |
| 3 | Bruno Colombo                             | nato a Torino il 4 novembre 1924          | ICH BIN JUDE!                                    | Figlio di un rappresentante di tessuti trasferitosi a Genova, riparò in Val Fontanabuona, dietro chiavari, ed aderì nel marzo del 1944 alla Resistenza entrando nelle formazioni partigiane guidate da Aldo Gastaldi detto "Bisagno". Mentre la famiglia trovò rifugio a Torre Pellice, egli compì numerose azioni sulle montagne genovesi entrando nella Genova liberata il 25 aprile. Rimase ferito sui gradini del palazzo dell'Università, a via Balbi. Ha perso ad Auschwitz una cugina di Torino, Vanda Maestro, arrestata a Brusson e deportata in Germania via Fossoli |
| 4 | Gilberto Salmoni                          | nato a Genova il 15 giugno 1928           | I fratelli hanno ucciso i fratelli               | Di famiglia agiata (il padre vicedirettore dell'Ispettorato Provinciale all'Agricoltura perse il posto in conseguenza delle leggi razziali), trovò riparo dapprima a Celle Ligure ma fu poi arrestato nell'aprile 1944 assieme ai suoi familiari dai repubblichini mentre cercava di espatriare a Bormio. Trasferito prima a Milano (dove fu mandato a lavorare alla Innocenti di Lambrate) e poi al campo di concentramento di Fossoli. Infine fu deportato a Buchenwald, dove gli fu assegnato il numero di matricola n. 44573 e dove rimase fino alla fine della guerra insieme al fratello Renato (matricola n.44529); fece ritorno in Italia con altri profughi a estate inoltrata. Ha perso nel campo di concentramento tedesco di Auschwitz i genitori e la sorella. |
| 5 | Luciana Sacerdote                         | nata ad Alba (CN) l'8 maggio 1924         | Sembrava ci stessero aspettando                  | Matricola n. 75192 nel campo di concentramento di Auschwitz, si era trasferita a Genova ancora bambina, con la famiglia che commerciava in tessuti e che aprì un negozio in via XX Settembre. Dopo l'armistizio la sua famiglia tentò di riparare in Svizzera con le famiglie parenti degli Dello Strologo e degli Ottolenghi. Il 18 dicembre 1943 furono però 'intercettati' alla frontiera sopra Varese da soldati tedeschi: appostati appena oltre la rete che segnava il confine, sembrava che ci stessero aspettando, ricorda Luciana Sacerdote che, deportata dapprima al carcere milanese di San Vittore, poi a Birkenau e quindi ad Auschwitz. Sopravvissuta al trasferimento a Ravensbruck e ad una marcia della morte, tornò in Italia a guerra finita, giungendo a Genova solo nel mese di settembre. Ha perso ad Auschwitz il padre Claudio e la madre Ernestina , la nonna materna e la sorella di questa. Nel medesimo campo è morto il suo fidanzato Mario Fubini mentre a Ravensbruck è morta sua sorella Laura. La madre del fidanzato morì dopo essere stata a sua volta detenuta a Varese e deportata nel carcere di San Vittore. |
| 6 | Piera Sonnino                             | nata a Portici (NA) l'11 febbraio 1922    | 12 ottobre 1943: scoperta della famiglia Sonnino | Di origini campane, verrà immatricolata in campo di concentramento con il numero A-26699. Sebbene la sua famiglia fosse iscritta alla Comunità Israelitica di Genova, non faceva vita di comunità, anche per le non floride condizioni economiche familiari. Sfollata in un primo tempo con la famiglia nel levante genovese, tornò insieme ai congiunti ad abitare a Genova nonostante l'alto rischio di arresto. Fu una spiata, i componenti della famiglia Sonnino Melani furono infatti arrestati e deportati, via Bolzano, ad Auschwitz-Birkenau. Sopravvisse a stento alla prigionia, rimanendo in gravi condizioni di salute fino al 1950, con frequenti ricoveri in ospedale. È stata l'unica sopravvissuto della sua famiglia dal campo di concentramento, dove ha perso padre, madre, due fratelli e due sorelle. |
| 7 | Dora Venezia                              | Nata a Samsun (Turchia) il 17 luglio 1925 | Perché è successo?                               | Matricola n. A-8501. La domanda del titolo del capitolo non è retorica ma è quella che Dora Venezia si pose per lungo tempo, una volta tornata dalla prigionia trascorsa nel campo di concentramento di Bergen-Belsen, da cui rientrò dopo la liberazione e dopo un travagliato viaggio di ritorno che la portò in Cecoslovacchia, Ungheria, Austria. Ha perso ad Auschwitz il padre Elia, la madre Amalia Morais, una sorella ed un fratello, oltre alle due nonne, a tre zii e ad una cugina. Ha raccontato di aver ritrovato, tornata a Genova, una sorella, la casa, un lavoro ma di "non essere riuscita a ritrovare" se stessa. |